# Ejido Heriberto Jara
Ejido Heriberto Jara, es una localidad suburbana, perteneciente al Valle de Mexicali y a la Delegación Progreso, del Municipio de Mexicali.

### Ubicación
Está localizada al sur de la delegación Progreso en la sección Coronita y al sureste de la Ciudad de Mexicali. a una altitud de 11 metros sobre el nivel medio del mar.

### Demografía
Cuenta con 348 habitantes en 82 viviendas, según el último censo, donde el 85% son católicos. La gran mayoría tiene instalaciones sanitarias fijas y 41 son conectados a la red pública. Sobre luz eléctrica disponen 77 viviendas. 21 hogares tienen una o más computadoras, 70 tienen una lavadora y la gran cantidad de 76 disfruta de una o más televisiones propias.

### Actividad económica
En su demarcación se encuentran ubicados minas de materiales pétreos que son comercializados para la construcción, como arena de diferentes tipos, grava y piedra.